# SMS Cormoran (1909)
La SMS Cormoran (nota anche come SMS Cormoran II ), originariamente il mercantile russo Ryazan, fu una nave corsara della Kaiserliche Marine che operò durante la prima guerra mondiale. Il nome significa "cormorano" in lingua tedesca. Fu la seconda nave a portare questo nome dopo un incrociatore leggero, l'SMS Cormoran (1892).
La nave era attiva nell'Oceano Pacifico durante la prima guerra mondiale. Costruita nel 1909, fu catturata dall'incrociatore leggero tedesco SMS Emden il 4 agosto 1914 e convertita in nave corsara nella colonia tedesca Kiautschou. Fu costretta a cercare riparo ad Apra Harbor, sul territorio statunitense di Guam, il 10 dicembre 1914. Gli Stati Uniti, allora dichiaratisi neutrali nella guerra, si rifiutarono di fornire provviste sufficienti alla Cormoran per dirigersi verso un porto tedesco. Dopo la dichiarazione di guerra degli Stati Uniti il 6 aprile 1917, il governatore navale di Guam informò l'equipaggio che sarebbe stata sequestrata come combattente ostile, spingendo il suo equipaggio ad affondarla.

## Storia
La Ryazan (Rjasan o Rjäsan, come la città russa di Ryazan) fu costruita nel cantiere navale Schichau di Elbing, nella Germania imperiale, nel 1909 per la flotta mercantile russa. Fu utilizzata dalla Russia imperiale come nave combinata per il trasporto di passeggeri, merci e posta sulle rotte del Pacifico settentrionale.

### Cattura da parte dei tedeschi
La Ryazan fu catturata a sud-est della penisola coreana dall'incrociatore leggero SMS Emden il 4 agosto 1914 come primo bottino della prima guerra mondiale dall'impero russo. Fu portata a Qingdao nella colonia tedesca Kiautschou, dove fu convertita in un mercantile incursore armato. La nuova Cormoran sostituì l'originale SMS Cormoran, un piccolo incrociatore a basso pescaggio che ebbe una lunga carriera nella Marina imperiale nel Pacifico, avendo preso parte agli eventi che portarono Kiautschou nell'impero coloniale tedesco nel 1897-98. Il vecchio Cormoran fu posto in disarmo a Qingdao con gravi problemi di manutenzione e incapace di andare in mare, e i suoi armamenti furono trasferiti alla nave mercantile catturata.
Il 10 agosto 1914, la nuova Cormoran (o Cormoran II) lasciò il porto di Qingdao e navigò attraverso l'Oceania. Dopo che il Giappone dichiarò guerra all'Impero tedesco, le sue navi da guerra scoprirono e inseguirono la Cormoran, costringendola a cercare rifugio nel porto di Apra, nel territorio statunitense di Guam, il 14 dicembre. Dopo aver speso la maggior parte del suo carburante razziando le navi nemiche, il suo equipaggio bruciò gran parte della sua legna nelle caldaie per raggiungere il porto. Con solo 50 t (55 tonnellate corte) di carbone rimaste nelle stive, il suo capitano richiese provviste e 1.500 t (1.700 tonnellate corte) di carbone per raggiungere i porti tedeschi nell'Africa orientale.
A causa delle tese relazioni diplomatiche tra Stati Uniti e Germania, oltre alla limitata quantità di carbone immagazzinata a Guam, il governatore William John Maxwell si rifiutò di fornire alla nave corsara più di una quantità simbolica di carbone. Ordinò al suo equipaggio di partire entro 24 ore o di sottoporsi alla detenzione. Ciò creò una situazione di stallo tra l'equipaggio tedesco e gli americani che durò quasi due anni, finché il governatore Maxwell non venne involontariamente inserito nella lista dei malati e sostituito dal suo subordinato, William P. Cronan, che decise che i tedeschi avrebbero dovuto essere trattati come ospiti degli Stati Uniti. Alla Cormoran non fu permesso di lasciare il porto, ma l'equipaggio venne trattato come amico, ottenendo uno status di celebrità minore sull'isola.

### L'affondamento
La mattina del 7 aprile 1917, la notizia giunse a Guam tramite un telegramma che il Congresso degli Stati Uniti aveva dichiarato guerra alla Germania. Il governatore navale di Guam, Roy Campbell Smith, inviò due ufficiali per informare la Cormoran che esisteva uno stato di guerra tra i due paesi, l'equipaggio era ora prigioniero di guerra e che la nave doveva essere consegnata. Nel frattempo, la USS Supply bloccò l'ingresso al porto di Apra per impedire qualsiasi tentativo di fuga. Su un'imbarcazione separata, i due ufficiali erano accompagnati da una chiatta comandata dal tenente WA Hall, che era stato designato capitano di riserva, e aveva portato 18 marinai e 15 marine dalla caserma di Sumay. Vedendo una lancia della Cormoran che trascinava una chiatta di rifornimenti sulla riva, Hall ordinò di sparare sulla prua della lancia finché non si fosse fermata. Nel frattempo, i due ufficiali raggiunsero la nave corsara e informarono il capitano Adalbert Zuckschwerdt della situazione. Zuckschwerdt accettò di consegnare il suo equipaggio, ma si rifiutò di consegnare la nave. Gli ufficiali americani informarono Zuckschwerdt che la Cormoran sarebbe stata trattata come una nave nemica e che avrebbero informato il governatore Smith della situazione. All'insaputa degli americani, i tedeschi avevano nascosto un ordigno esplosivo nel deposito di carbone della nave. Pochi minuti dopo che gli americani se ne furono andati, un'esplosione a bordo della Cormoran scaraventò detriti attraverso il porto e il suo equipaggio iniziò ad abbandonare la nave. Le due imbarcazioni americane e la Supply iniziarono immediatamente a recuperare i marinai tedeschi dall'acqua, salvando tutti tranne sette dei circa 370 membri dell'equipaggio. Questo incidente, compresi i colpi di avvertimento contro il lancio, rappresentarono la prima azione violenta degli Stati Uniti nella prima guerra mondiale, i primi colpi sparati dagli Stati Uniti contro la Germania imperiale, i primi prigionieri di guerra tedeschi catturati dagli Stati Uniti e i primi tedeschi uccisi in azione dagli Stati Uniti nella prima guerra mondiale. I colpi ordinati da Teófilo Marxuach contro la nave mercantile Odenwald nella baia di San Juan il 21 marzo 1915 sono precedenti alla dichiarazione di guerra contro la Germania.
I membri d'equipaggio morti furono sepolti con tutti gli onori militari nel cimitero navale di Hagåtña. Dopo che i marinai americani salvarono e fecero prigionieri i tedeschi sopravvissuti, il governatore Cronan si congratulò con il capitano Zuckschwerdt per il coraggio dei suoi uomini. La Marina degli Stati Uniti in seguito condusse un'operazione di recupero limitata, recuperando la campana della nave. È esposta al Museo dell'Accademia navale degli Stati Uniti ad Annapolis, nel Maryland. Altri reperti sono stati rimossi dai sub nel corso degli anni.
Mentre l'equipaggio aspettava di essere inviato in un campo di prigionia sulla terraferma, gli venne concesso il permesso di erigere un obelisco accanto ai loro morti sepolti. Al capitano Zuckschwerd fu permesso di parlare durante una cerimonia in onore dei loro morti. Sull'obelisco si legge: "Den Toten von SMS Cormoran, 7 IV 1917", che significa "Ai morti dell'SMS Cormoran, 7 aprile 1917".
L'equipaggio tedesco fu inizialmente imprigionato a Fort Douglas, nello Utah. Nell'aprile del 1918, tutti i prigionieri di guerra rimasti della Cormoran e dell'SMS Geier furono trasferiti da Fort Douglas a Fort McPherson, in Georgia. Tornarono tutti a casa il 7 ottobre 1919, quasi un anno dopo la fine della guerra.

### Relitti e commemorazioni

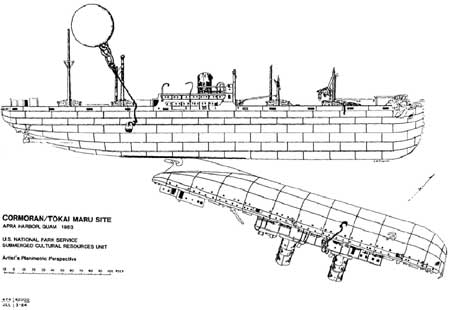
Illustrazione del National Park Service sulla posizione dei relitti della Cormoran e della Tokai Maru. L'albero motore della Cormoran' si trova più vicino al fondo della nave giapponese.

Il relitto della Cormoran II giace a 110 piedi (34 m) sotto la superficie sul suo lato di dritta. Una nave cargo giapponese, la Tokai Maru, affondata dal sottomarino USS Snapper il 27 agosto 1943, giace nei pressi della sua elica. Il relitto è uno dei pochi posti in cui un relitto della prima guerra mondiale giace accanto a una nave della seconda guerra mondiale.
Nel 1974, il monumento della Cormoran nel Cimitero Navale fu inserito nel Registro Nazionale dei Luoghi Storici (NRHP). Nel 1975, il relitto stesso fu inserito nel NRHP a causa della sua associazione con la Prima Guerra Mondiale. Il National Park Service condusse delle indagini nel 1983 sulla SMS Cormoran e sulla Tokai Maru, pubblicando mappe delle posizioni delle due navi. Nel 1988, una boa di ormeggio venne attaccata alla Tokai Maru per consentire un accesso più facile ai subacquei. È, secondo il National Park Service, "probabilmente il sito di immersioni sui relitti più popolare di Guam". Oltre mille subacquei visitano ogni anno i relitti.
Il 90º anniversario dell'affondamento della Cormoran nel 2007 è stato celebrato con cerimonie di deposizione di corone di fiori e mostre e conferenze presso il War in the Pacific National Historic Park. Alla commemorazione del centenario dell'affondamento della nave partecipò un rappresentante dell'ambasciata tedesca a Manila. I subacquei hanno deposto delle corone di fiori sul relitto e poi si è tenuta una cerimonia commemorativa presso il cimitero navale.

### Elenco parziale dei membri dell'equipaggio
- Adalbert Zuckschwerdt (capitano)
- Kurt Moraht
- Henry Bock (il tenente Bock fu il primo ufficiale di marina tedesco ad arrendersi nel Pacifico)
- Herman Berka (direttore di macchina del Cormoran)
- Wilhelm Hermann Grallert
- Fritz August Hermann Kutz
- Jakob Runck
- Emil Bischoff
- Ernest Max Adolf
- Johannes Heinrich Dammann